# Коллегиальная церковь (Тюбинген)
Коллегиальная церковь Святого Георгия (нем. Stiftskirche zu St. Georg) — коллегиальная церковь, расположенная в баден-вюртембергском городе Тюбинген; современное здание было построено на месте церкви-предшественницы в период с 1470 по 1490 год по заказу графа Эберхарда V Бородатого при основании им Тюбингенского университета; архитекторами являлись Петер фон Кобленц и Ганс Аугштайндрейер.

## История и описание

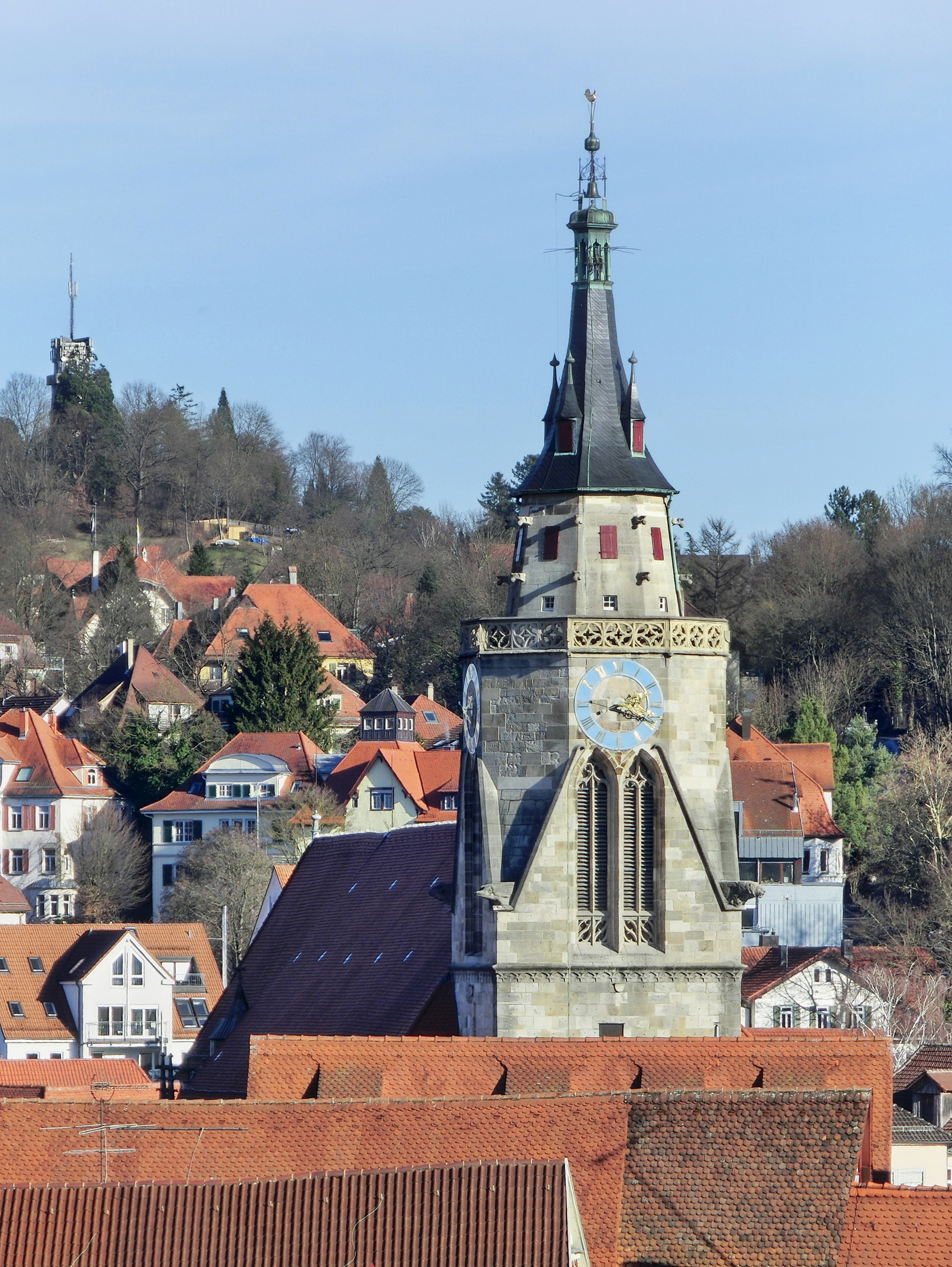
Колокольня церкви с часами на фоне городских крыш в 2016 году

Как показали археологические раскопки, проводившиеся под руководством Урса Бека во время реконструкции церковного интерьера в 1962—1964 годах, коллегиальная церковь Святого Георгия в Тюбингене стоит на месте сразу двух романских церквей-предшественниц. Первое более древнее здание, предположительно построенное в XI веке, представляло собой трёхнефную базилику с полукруглым хором и двумя полукруглыми побочными апсидами. Центральная ось этого сооружения была сдвинута немного севернее — относительно оси нынешней церкви. В центре хора, прямо под алтарём, находился саркофаг с необычным захоронением: в могиле был один скелет с тремя ногами. Хотя уже вскоре после раскопок выяснилось, что речь шла о неполном сохранение захоронения-предшественника — от которого и осталась дополнительная нога — «народный язык» Тюбингена успел пополниться историей о «трёхногом Утце». Остатки второго здания, хотя оно и было младше первого, сохранились гораздо хуже: предполагается, что это также была трёхнефная базилика, ширины которой неясна. Оно, вероятно, имело крыльцо-портал с севера и было построено к середине XII века.
Первое письменное упоминание о храме на месте сегодняшней коллегиальной церкви датируются 1188 годом: оно было построено до формирования приходской церкви Тюбингена в 1191 году. В 1294 году церковь перешла под юрисдикцию монастыря Бебенхаузен, а в 1411 началось строительство самой старой части нынешней церкви — колокольни. К 1468 году колокольня была практически достроена до верхней точки; строительство хора, происходившее около 1478 года, приписывается Петеру фон Кобленцу (ум. 1501), чьё участие в постройке на начало XXI века не было однозначно доказано. В 1476 году коллегиальная церковь Зиндельфингена была перенесена в Тюбинген и церковь Святого Георгия, до этого момента являвшаяся приходской, стала коллегиальной. Два года спустя было начато строительство нового нефа, завершившееся в 1490 году; непосредственно строительством руководил Ганс Аугштайндрейер.
Из-за финансовых трудностей, возникших в процессе перестройки нефа, его главный и боковые проходы были покрыты только деревянным потолком: в таком виде храм просуществовал до 1529 года, когда крыша и шпиль были завершены. Монашеская община Тюбингена была распущена в 1534 году, в результате Реформации, и с 1537 года церковь вновь стала приходской. С 1550 года церковный хор, который до этого успел послужить университетской аудиторией, стал новым местом захоронения семьи герцогов Вюртембергских.

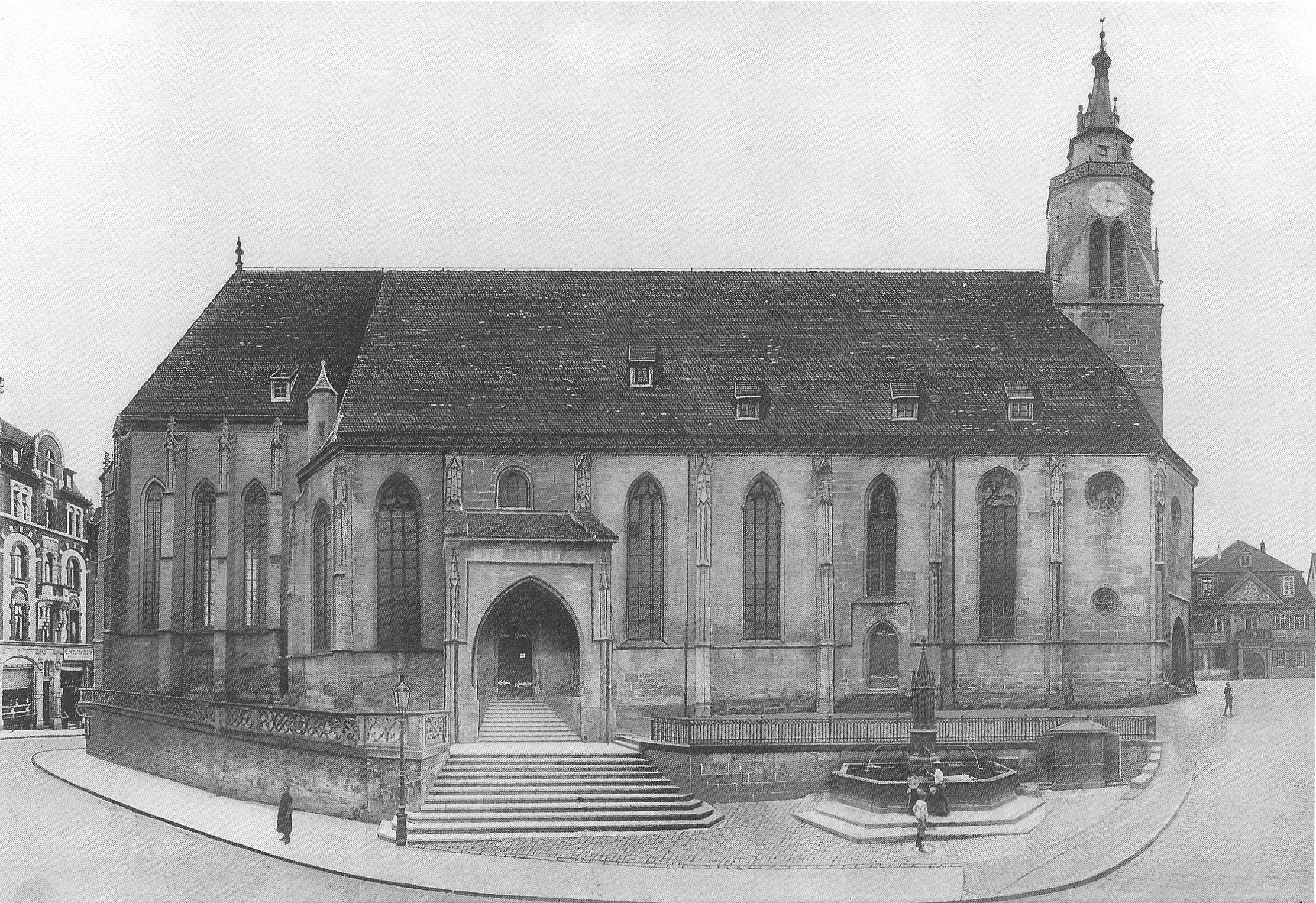
Старинное фото Коллегиальной церкви.

Колокольня была достроена Георгом Беером в 1590 году, а интерьер церкви стал барочным в период с 1674 по 1777 год. В 1876—1877 годах интерьер был изменён на неоготический в результате масштабной реконструкции церкви, проводившейся под руководством вюртембергского архитектора Кристиана Фридриха фон Лайнса (1814—1892). Внешний вид церкви был несколько обновлён в результате ремонта 1932—1934 годов. Уже после Второй мировой войны, в период с 1955 по 1960 год хор был восстановлен под руководством архитектора Генриха Отто Фогеля (непосредственное руководство работами осуществлял тюбингенский архитектор Артур Ахштеттер), а неф был отреставрирован в 1962—1964 годах.
Современного здание коллегиальной церкви Святого Георгия в Тюбингене представляет собой позднеготическую трёхнефную базилику с колокольней на западной стороне; оно расположена к северу от реки Неккар и является заметной городской доминантой. Квадратная колокольня достигает 45 метров в высоту, что обеспечивает широкий обзор на центр города. Витражи церковных окон в хоре (всего 114 панелей) датируются 1475 годом и являются работой мастерской Пеетра Хеммеля фон Андлау, известного работой над интерьером Ульмского собора. Современные витражи в хоре и ризнице были созданы по эскизам художника Вольфа-Дитера Колера в 1962 году. Алтарь 1520 года является работой ученика Дюрера Ханса Шойфелина; в 1960 году он был отреставрирован.
Интерьер церкви был полностью отреставрирован в 1962—1965 годах: ремонт стал явно необходим после появления трещин на фасаде здания. Повреждение фундамента церкви стало результатом возведения недалеко от него бомбоубежища в период Второй мировой войны. Забытый бункер напомнил о себе только после того, как стал причиной ущерба для здания церкви: после того, как он был заполнен бетоном, состояние коллегиальной церкви стабилизировалось.